# José Maestre Vera
José Atienza y Egido (Elda, 1840 - 1926) fou un advocat i polític valencià, president de la Diputació d'Alacant durant la restauració borbònica. Membre d'una família benestant, era nebot del diputat José Amat y Sempere. Va estudiar amb els Escolapis a Iecla i el 1869 es va llicenciar en dret a la Universitat de Múrcia. Durant la restauració va exercir com a advocat a l'Alt Vinalopó i va militar en el Partit Conservador, amb el que fou escollit diputat provincial el 1876 pel districte de Novelda, escó que ocuparia ininterrompudament fins al 1892. Fou president de la Diputació d'Alacant de 1884 a 1888. Es va presentar com a candidat conservador a les eleccions generals espanyoles de 1891, però no fou escollit. Però com que s'havia alineat amb el sector de Francisco Romero Robledo el 1892 fou nomenat governador civil de la província d'Albacete i el 1894 vicepresident del partit a la província d'Alacant i president a Elda. Després fou nomenat governador civil de les províncies d'Alacant (1895), Biscaia, Còrdova, Tarragona (1915), Lugo, Huelva i Màlaga. En 1920 es va retirar de la política i es va establir a Elda, on va morir el 1926.